# Robert Sarah
Ne doit pas être confondu avec Robert Sara.
Robert Sarah, né le 15 juin 1945 à Ourouss (région de Boké, au nord de la Guinée), est un prélat catholique guinéen. Archevêque de Conakry de 1979 à 2001, il est nommé par le pape Jean-Paul II, à la Curie romaine, au poste de secrétaire de la Congrégation pour l'évangélisation des peuples. Benoît XVI, dont il est proche, le nomme en 2010 à la tête du Conseil pontifical Cor unum et le crée cardinal. Le pape François lui confie le poste préfet de la Congrégation pour le culte divin et la discipline des sacrements de 2014 à 2021, il est membre de la Congrégation pour les Églises orientales depuis 2021.
Il affiche des positions conservatrices, notamment sur l'homosexualité et les questions migratoires. Il est un défenseur du célibat consacré et un partisan de la restauration de la liturgie ad orientem. Il prend ses distances avec certaines directives du pape François.

## Biographie

### Jeunesse
Robert Sarah est né le 15 juin 1945 en Guinée, dans un village situé à la frontière guinéo-sénégalaise, dans une famille de cultivateurs de rôniers, de croyance animiste,, et appartenant au peuple coniagui, une petite ethnie ayant gardé intactes ses traditions ancestrales.
Il descend du côté maternel (seule filiation qui compte pour les Coniagui) de Loni Aloten, un résistant régional qui a combattu les Peuls et les colons au tout début du XXe siècle,.
Il fréquente régulièrement une mission des pères spiritains dès l'âge de douze ans, et c'est parmi ces missionnaires qu'il découvre sa vocation. Il raconte que l'accès au sacerdoce lui paraissait impossible en tant qu'Africain d'origine modeste, d'où sa surprise quand on lui a proposé de devenir prêtre. Il étudie au petit séminaire Saint-Augustin à Bingerville, en Côte d'Ivoire.

### Études en théologie, ordination et première mission
Il revient à Conakry trois ans plus tard et passe son baccalauréat, avant de rejoindre la France pour étudier la théologie et la philosophie au grand séminaire de Nancy (de 1964 à 1967), où il fréquente régulièrement la bibliothèque diocésaine nancéienne. C'est au séminaire qu'il fait la connaissance du cardinal Eugène Tisserant.
Robert Sarah est ordonné prêtre le 20 juillet 1969 en la cathédrale Sainte-Marie de Conakry.
Souhaitant poursuivre des études d'exégèse, il se rend à Rome pour suivre les cours de l'Université pontificale grégorienne où il obtient une licence en théologie. Son séjour romain, jusqu'en 1974, est entrecoupé par une année à Jérusalem, en 1971, où il étudie au Studium Biblicum Franciscanum qui lui confère un doctorat en Écritures saintes.
Il retourne ensuite en Guinée comme curé de Boké, Katako, Koundara et Ourouss, où il prend soin de visiter chaque village de sa paroisse, y compris les plus reculés qui étaient restés plusieurs années sans prêtre, depuis l'expulsion des missionnaires européens, en mai 1967, qui s'opposaient à l'africanisation du clergé guinéen et à sa soumission à la ligne officielle de l'État dirigé par Ahmed Sékou Touré.
En 1976, il enseigne au petit séminaire Jean XXIII de Conakry, dont il devient le directeur,.
Outre le français, il parle l'anglais, l'espagnol et l'italien.

### Archevêque de Conakry
Robert Sarah est nommé archevêque de Conakry le 13 août 1979 par Jean-Paul II à l'âge de 34 ans, devenant ainsi l'un des plus jeunes évêques du monde,. Il est consacré le 8 décembre de la même année par le cardinal Giovanni Benelli.
Après une tournée de deux ans dans son diocèse, Robert Sarah, qui constate la misère que subissent ses concitoyens, décide de la dénoncer : « Le pouvoir use ceux qui n'ont pas la sagesse de le partager », lance-t-il notamment au dictateur Sékou Touré, qui par ailleurs s'était opposé à sa nomination à la tête de l'archevêché de Conakry. Il lutte contre le régime marxiste de Touré,,, qui opprime l'Église catholique de Guinée et maintient la population dans la misère. En 1992, l'Église guinéenne reçoit une visite historique du pape Jean-Paul II, qui séjourne trois jours dans le pays pour « apporter sa consolation » après les souffrances subies sous Touré.
Lorsqu'il est appelé à la Curie à Rome en 2001, le général Lansana Conté, président de Guinée — depuis la mort de Touré en 1984 —, pour lui exprimer sa fierté, fait organiser un grand banquet au cours duquel il le décore de la plus haute distinction du pays. Robert Sarah profite de cette tribune pour prononcer un réquisitoire mémorable contre le régime du général Lansana Conté, qui provoque la colère de ce dernier et de son gouvernement, et qui sera qualifié de « prophétique ».

### Nomination à la Curie romaine
En octobre 2001, le pape Jean-Paul II le nomme à la Curie romaine au poste de secrétaire de la Congrégation pour l'évangélisation des peuples. À cette fonction, il désigne et encadre les évêques pour les pays de mission, c'est-à-dire la majorité des pays de l'Amérique latine, de l'Afrique et de l'Asie.
Le 7 octobre 2010, le pape Benoît XVI le nomme président du Conseil pontifical Cor Unum, dicastère qui accompagne et coordonne les actions de charité des organismes catholiques dans le monde.
Quelques semaines plus tard, il est créé cardinal par Benoît XVI lors du consistoire du 20 novembre 2010. Il reçoit alors le titre cardinalice de cardinal-diacre de S. Giovanni Bosco in via Tuscolana.
Il prend part au conclave de 2013 qui voit l'élection du pape François.
Du 18 au 21 mars 2014, il entreprend un voyage au Guatemala pour rencontrer les associations caritatives de l'archidiocèse de Santiago de Guatemala à la suite des catastrophes qui frappent le pays. Il en profite aussi pour inaugurer un ensemble de maisons et une chapelle, dont la construction a été rendue possible par le concours du pape François.
Le 9 septembre 2014, comme l'ensemble des chefs de dicastère, il est nommé par François, « père synodal » pour la troisième assemblée générale extraordinaire du synode des évêques sur la famille, qui se déroule du 5 au 19 octobre. Trois jours plus tard, il est également nommé membre de la Congrégation pour la cause des saints.

#### Congrégation pour le culte divin et la discipline des sacrements
Le 23 novembre 2014, le pape le nomme préfet de la Congrégation pour le culte divin et la discipline des sacrements. Le cardinal Sarah refuse à trois reprises cette promotion avant de finir par l'accepter sur l'insistance du pape François. D'après Sandro Magister, vaticaniste italien, sa nomination à la tête de la Congrégation ne serait toutefois pas tant une promotion qu'un moyen de le « neutraliser », le privant de facto de toute autorité effective, en l'entourant d'hommes qui lui seraient hostiles. De fait, le pape a renouvelé en novembre 2016 le conseil d'administration de ce ministère sans consulter le cardinal Sarah, en y nommant certains prélats que Benoît XVI avait écartés du « dossier Liturgie ».
À la demande du pape François, il rédige le 6 janvier 2016, puis promulgue le 21 janvier, un décret de la Congrégation pour le culte divin et la discipline des sacrements modifiant la cérémonie du lavement des pieds dans le rite romain : s'appuyant sur le chapitre 13 de l'évangile selon Jean, notamment sur la nécessité d'amour fraternel et du salut de la race humaine tout entière, le lavement des pieds — jusque-là réservé à des hommes pris parmi les fidèles — est étendu à l'ensemble des fidèles dans sa diversité de condition, d'âge et de sexe. Le cérémonial des évêques et le missel romain sont ainsi modifiés.
Robert Sarah est cité comme papabile parmi les cardinaux en 2016-2017,. 
En 2019, il affirme sa loyauté envers le pape par la sortie de son livre Le soir approche et déjà le jour baisse, en expliquant au cours d'une interview : « L’Église est représentée sur la terre par le vicaire du Christ, c’est-à-dire le pape. Et qui est contre le pape est ipso facto hors de l’Église ».

### Retraite canonique
Le 20 février 2021, à plus de 75 ans, âge canonique de la retraite, il remet au pape François sa démission de préfet de la Congrégation pour le culte divin. Le 3 mai suivant, il est nommé cardinal-prêtre et perd donc de facto sa fonction de cardinal protodiacre en cas de conclave.
Le cardinal Robert Sarah fait la une du journal Paris Match le 7 juillet 2022. Ce choix éditorial imposé par le nouvel actionnaire Vincent Bolloré est la cause de l'éviction brutale de Bruno Jeudy, rédacteur en chef au service politique et économie, en raison de son désaccord éditorial. Après deux assemblées générales début juillet, la Société des journalistes (SDJ) s'indigne dans un communiqué de cette couverture sur un homme aux « positions très clivantes » qui ne « correspond pas à la ligne éditoriale » du journal.
Dans son livre publié en 2023, Il nous a tant donné, il rend hommage à Benoît XVI qu'il considère comme son « maître spirituel ». Dans un livre publié en 2024, le pape François décrit le cardinal Sarah comme un homme « bon » mais « manipulé par des groupes séparatistes » durant son mandat comme préfet de la Congrégation pour le culte divin et la discipline des sacrements, et que ses fonctions à la Curie ont rendu « un peu amer ».
Cardinal électeur lors du conclave de 2025, on le présente comme réservé vis-à-vis des orientations du pontificat du pape François, voire en opposition,,, ce qu'il réfute publiquement avec vigueur,,. Lors du conclave de mai 2025, il est le favori des catholiques conservateurs et traditionalistes français, mis en avant par les médias du groupe Vincent Bolloré,.
Le 24 mai 2025, le pape Léon XIV le désigne comme son envoyé spécial au sanctuaire de Sainte-Anne-d’Auray, pour y présider les célébrations liturgiques à l’occasion du 400e anniversaire des apparitions de Sainte-Anne au paysan breton Yvon Nicolazic, dont la date est fixée aux 25 et 26 juillet,. Il atteint les 80 ans le 15 juin 2025, limite d'âge pour les cardinaux électeurs du collège cardinalice en cas de conclave. 

## Prises de position

### Homosexualité
Le cardinal Sarah a tenu des propos polémiques sur le sujet lors du second synode sur la famille de 2015 : « Ce que le nazisme, le fascisme et le communisme ont été au XXe siècle, les idéologies occidentales sur l’homosexualité et l’avortement, et le fanatisme islamique, le sont aujourd’hui. ». À partir de son expérience africaine, il refuse ce qu'il nomme une « occidentalisation » du monde sur ce sujet, déclarant que « l'Afrique et l'Asie doivent absolument protéger leurs cultures et leurs valeurs propres » ; il insiste également pour que l'Église ne se laisse pas imposer ce qu'il appelle « une vision occidentale de la famille ». Aussi il est considéré comme un des nombreux acteurs d'une droite considérée comme « très homophobe », révélée notamment par le succès des mobilisations d'opposition au mariage pour tous,, alors que d'autres estiment qu'il suit simplement la ligne affirmée durant le pontificat de Jean-Paul II,,. Il se montre très critique au sujet de la déclaration Fiducia Supplicans, qui autorise notamment la bénédiction de couples de même sexe, qui est selon lui « hérésie qui mine gravement l’Église » inspirée par le « Diviseur »,.

### Immigration et déclin de l'Occident
Dans les années 2010, Robert Sarah est l'un des rares cardinaux à s'opposer publiquement à l'immigration en Europe, adoptant sur ce sujet une position différente de celle du pape François.
En 2016, il déclare au Figaro : « Les statistiques montrent qu'il y aura dans un avenir très proche un grave déséquilibre culturel, religieux et démographique en Occident. Décadent, sans enfants, sans familles, l'Occident disparaîtra, noyé et éliminé par une population d'origine islamique. L'Occident a renié ses racines chrétiennes. Mais un arbre sans racines meurt ».
Dans Le soir approche et déjà le jour baisse (2019), il écrit au sujet de la crise migratoire en Europe : « Certes, les flux migratoires ont toujours existé. Les mouvements actuels se distinguent en revanche par leur importance. […] Comment ces nations [africaines] vont-elles se développer si tant de travailleurs font le choix de l'exil ? Quelles sont ces étranges organisations humanitaires qui sillonnent l'Afrique pour pousser de jeunes hommes à la fuite en leur promettant des vies meilleures en Europe ? ». Face à ce phénomène, il critique l'attitude de la plupart des pays européens : « L'Europe semble programmée pour s'autodétruire. […] Elle doute d'elle-même et a honte de son identité chrétienne. C'est ainsi qu'elle finit par attirer le mépris ». Il relève a contrario une évolution qu'il juge positive sur ces sujets en Pologne, Hongrie, Slovaquie, Autriche et Italie.

### Importance du silence et de la prière
En 2013, lors d'un pèlerinage de séminaristes français à Rocamadour, il affirme qu'« on a trop discuté, ces dernières années, de la nature du prêtre, et trop peu prié. Or ce qui fait en premier le prêtre, c'est la prière et l'adoration ».
Le 25 février 2015, il publie Dieu ou rien chez Fayard, un livre d'entretiens sur la foi réalisé en collaboration avec l'écrivain et éditeur Nicolas Diat. L'ouvrage connaît un succès international avec quatorze éditions.
Le 5 octobre 2016, il publie La Force du silence chez Fayard, un second livre d'entretiens, toujours réalisé en collaboration avec Nicolas Diat. Il y exprime une spiritualité radicale et remet au centre des préoccupations de l'homme une vie de prière, car il s'agit selon lui de la seule voie d'avenir pour l'Église. À l'occasion de sa sortie, il confie : « J'ai été très marqué, dès l'enfance, par les prêtres français, des missionnaires spiritains de mon village. Ils se levaient très tôt pour l'oraison et priaient sans cesse. Si quelqu'un est consacré à Dieu, comment ne peut-il pas centrer sa vie sur la prière ? Sinon il se vide, se fissure et devient sans consistance. Dieu nous rend fort quand nous le fréquentons par l'eucharistie notamment. Le prêtre qui ne contemple pas une heure par jour le Saint-Sacrement ne peut pas résister comme temple de Dieu ».
À la sortie de l'édition allemande de La Force du silence en mai 2017, le livre est agrémenté d'une préface du pape émérite Benoît XVI, qui sort ainsi pour la première fois de son silence depuis sa renonciation, dans laquelle il écrit : « Le cardinal Sarah est un maître spirituel qui parle en se fondant sur une profonde intimité avec le Seigneur dans le silence […]. Nous devons être reconnaissants au Pape François d'avoir placé un tel maître spirituel à la tête de la Congrégation qui est responsable de la célébration de la Liturgie dans l'Église. […] Avec le Cardinal, un maître du silence et de la prière intérieure, la Liturgie est en de bonnes mains ».

### Laïcité athée et fanatisme religieux
En octobre 2015, lors du synode sur la famille, il affirme « voir à notre époque deux menaces inattendues situées sur des pôles opposés : d'une part, l'idolâtrie de l'Ouest pour la liberté ; de l'autre, l'intégrisme islamique ; (autrement dit) la laïcité athée contre le fanatisme religieux ». Pour répondre à ces problèmes, il recommande à l'Église d'encourager une « épiphanie de la famille », car la crise du mariage actuel a selon lui pour origine une crise de l'Église en plus d'une crise de la foi,. Le cardinal Sarah, qui a œuvré en Afrique pour instaurer le mariage monogame dans des sociétés polygames, affirme ainsi : « Nous devons proclamer la vérité sans crainte, à savoir le plan de Dieu, qui est la monogamie dans l'amour conjugal ouvert à la vie ».

### Appel à la célébration de la messead orientem
Le 23 mai 2016, le cardinal Sarah, qui célèbre la messe selon le missel de Paul VI, appelle une première fois les prêtres à célébrer ad orientem à partir de l'Avent suivant, c'est-à-dire tournés vers l'est,. À la suite des réactions de protestation, il réaffirme ce souhait lors d'une conférence à Londres le 5 juillet 2016,,. Selon lui, l'enjeu est de remettre Dieu au cœur de la liturgie : « La liturgie de la Parole justifie le face-à-face du lecteur et des auditeurs, le dialogue et la pédagogie entre le prêtre et son peuple. Mais dès que nous arrivons au moment où l'on s'adresse à Dieu – à partir de l'offertoire –, il est essentiel que le prêtre et les fidèles se tournent ensemble vers l'Orient. ». « Par cette manière de célébrer, nous expérimenterons, jusque dans nos corps, la primauté de Dieu et de l'adoration ». Le porte-parole du pape, Federico Lombardi, rappelle alors le 11 juillet 2016 qu'« il n'y a pas de nouvelles directives liturgiques à partir de l'Avent prochain », et que cette invitation à célébrer la messe ad orientem n'est pas la nouvelle norme. Il précise que la forme extraordinaire du rite romain (c'est-à-dire le rite tridentin) « ne doit pas prendre la place de « l'ordinaire » ».

### Célibat des prêtres
Dans un ouvrage intitulé Des Profondeurs de nos cœurs paru en janvier 2020, écrit en collaboration avec le pape émérite Benoît XVI, le cardinal Sarah défend vigoureusement le célibat des prêtres. Cet ouvrage est publié alors que vient de s'achever le Synode sur l'Amazonie qui entrouvre la possibilité d'une ordination des hommes mariés. Avant même sa publication, l'ouvrage est commenté par le Saint-Siège, qui rappelle notamment les propos du pape François concernant le célibat sacerdotal : « Je préfère donner ma vie que de changer la loi sur le célibat »,.

### Synode sur la synodalité
En juillet 2023, le cardinal Sarah fait partie des cinq cardinaux conservateurs originaires de cinq continents différents (avec Walter Brandmüller, Raymond Burke, Juan Sandoval Íñiguez et Joseph Zen) qui émettent cinq dubia (questions exprimant des « doutes ») au pape François. Les sujets en question sont l'intangibilité de la Révélation, les bénédictions d'unions homosexuelles, l'autorité du synode à venir, l'ordination sacerdotale des femmes, et l'importance du repentir pour la confession. La première réponse du pape le 11 juillet ne leur semblant pas assez claire, ils adressent un nouveau courrier au pape le 21 août. Sans nouvelle réponse du pape, ils publient leur second courrier le 2 octobre et le même jour le Vatican rend publique la réponse du pape du 11 juillet,.

### Politique guinéenne
Depuis l'expulsion des missionnaires européens en 1967 par Ahmed Sékou Touré, il se dresse contre ce régime et celui de son successeur, Lansana Conté,.
Après la prise du pouvoir de Mamadi Doumbouya en 2021, il critique le changement de nom de l'aéroport de Conakry en hommage à Sékou Touré, et la restitution à l'ancienne première dame Andrée Touré de la villa de Belle-Vue qu'il dit être « un bien qui n'appartient ni à elle, ni à son mari » mais « un bien de Dieu et de l'Église » puisque les terrains auraient appartenu jusqu'au 1er septembre 1961 au domaine du séminaire de Conakry, date à laquelle ils auraient été confisqués par Sékou Touré,. Andrée Touré affirme de son côté que son mari avait acheté ces terrains lorsqu'il était maire de Conakry avant l'indépendance,,.

## Succession apostolique
Robert Sarah a ordonné les évêques suivants :
- Archevêque Vincent Coulibaly (1994)
- Évêque Emmanuel Félémou (2007)
- Évêque Barthélemy Yaouda Hourgo (2008)
- Évêque Joseph Befe Ateba (2008)
- Évêque Raphaël Balla Guilavogui (it) (2008)
- Évêque Moïse Tinguiano (de) (2024)

## Publications
- Culture, démocratie et développement à la lumière de Centesimus annus, Éditions IMC, 1998, 105 p..
- Robert Sarah et Nicolas Diat, Dieu ou rien : Entretien sur la foi, Paris, Fayard, février 2015, 424 p. (ISBN 978-2-213-68610-3).
- Robert Sarah et Nicolas Diat, La Force du silence : Contre la dictature du bruit, Paris, Fayard, octobre 2016, 378 p. (ISBN 978-2-213-70108-0).En poche chez le même éditeur, coll. « Pluriel », Paris, novembre 2017, avec une préface de Benoît XVI et suivi d'un entretien avec Dom Dysmas de Lassus, prieur de la Grande Chartreuse, 384 p. (ISBN 978-2-8185-0549-6).
- Humanae Vitae : Un art de vivre, Frontonas, Peuple libre, novembre 2018, 66 p. (ISBN 978-2-36613-063-8).
- Robert Sarah et Nicolas Diat, Le soir approche et déjà le jour baisse, Paris, Fayard, mars 2019, 448 p. (ISBN 978-2-213-70521-7).
- Robert Sarah et Cardinal Gerhard Müller, Je crois en l'Église, Saint-Céneré, Pierre Téqui éditeur, mars 2019, 64 p. (ISBN 978-2-7403-2143-0).
- Robert Sarah et Nicolas Diat, Chemins spirituels, Paris, Fayard, novembre 2019, 1200 p. (ISBN 978-2-213-71326-7).Coffret rassemblant les trois ouvrages Dieu ou rien, La Force du silence et Le soir approche et déjà le jour baisse.
- Robert Sarah et avec la collaboration de Benoît XVI, Des profondeurs de nos cœurs, Paris, Fayard, janvier 2020, 180 p. (ISBN 978-2-213-71694-7).
- Jean-Paul II : Visionnaire et prophète des temps modernes (préf. George Weigel), Paris, Mame, juin 2020, 112 p. (ISBN 978-2-7289-2900-9).
- Robert Sarah et Alain Castet, 700 ans du diocèse de Luçon : Homélies, discours et conférence, La Roche-sur-Yon, Éditions des Oyats, juillet 2020, 69 p. (ISBN 979-10-94744-13-0).
- Couples réveillez votre amour !, Neuilly-sur-Seine, Life Editions, juillet 2020, 112 p. (ISBN 979-10-97321-20-8).
- Pour l'éternité : Méditations sur la figure du prêtre, Paris, Fayard, coll. « Choses vues », novembre 2021, 300 p. (ISBN 978-2-213-71986-3).
- Catéchisme de la vie spirituelle, Paris, Fayard, coll. « Choses vues », mai 2022, 336 p. (ISBN 978-2-213-71819-4).
- Il nous a tant donné : Hommage à Benoît XVI, Paris, Fayard, coll. « Choses vues », avril 2023, 252 p. (ISBN 978-2-213-72610-6).

## Distinctions
- Commandeur de la Légion d'honneur (24 octobre 2012 à l'ambassade de France près le Saint-Siège[69])
- Grand-croix de l'ordre national du Bénin (23 août 2015[70])
- Bailli grand-croix d'honneur et de dévotion de l'ordre souverain militaire et hospitalier de Saint-Jean de Jérusalem, de Rhodes et de Malte (9 juin 2016 par le grand maître Matthew Festing[9])